# Roselyn Sánchez
Pour les articles homonymes, voir Sánchez.
Roselyn Sánchez, née le 2 avril 1973 à San Juan (Porto Rico), est une actrice et chanteuse portorico-américaine.
Elle commence sa carrière à la fin des années 1990 en jouant notamment dans les séries As the World Turns (1996-1997) et Fame L.A. (1997-1998). Elle est finalement révélée par son rôle de l'Agent Elena Delgado dans la série FBI : Portés disparus (2005-2009), puis confirmée avec celui de Carmen Luna dans la série Devious Maids (2013-2016). En 2019, elle est à l'affiche de la série produite par Eva Longoria, Grand Hotel.
Son rôle le plus connu dans un long-métrage est celui de l'agent Molina dans la comédie policière Rush Hour 2, sortie en 2001.

## Biographie
Elle a grandi à Porto Rico avec sa mère, son père et ses trois grands frères. Elle a été élue Petite Miss Porto Rico en 1993 et Petite Miss America en 1994.
En dépit d'un intérêt permanent pour le monde du spectacle, Roselyn décide d’étudier le marketing à l'université de Porto Rico. Toutefois, après trois années, elle décide de tout arrêter et de réaliser son rêve en prenant des cours de théâtre, de chant et de danse.
Elle débarque donc à New-York à l'âge de 21 ans.

### Débuts de carrière
L'actrice fait ses débuts au cinéma, en 1992, elle décroche un petit rôle dans le film Captain Ron, elle y côtoie l'acteur Kurt Russell.
De 1996 à 1997, elle rejoint le casting de As the World Turns, un feuilleton télévisé américain inédit dans les pays francophone mais qui a connu la plus longue diffusion continue à la télévision américaine, sur le réseau CBS. 
Ensuite, Roselyn enchaîne avec la série télévisée Fame L.A. qui la révèle réellement au grand public. En effet, déclinaison de la série culte Fame, cette participation permet à l'actrice de décrocher sa première nomination au titre de meilleure actrice pour la cérémonie des ALMA Awards et la série est notamment nommée aux Emmy Awards (l'équivalent des Oscars pour les séries télés).
Après quelques brèves apparitions dans les séries Ryan Caulfield et Nash Bridges, Sanchez fait une prestation très remarquée dans la comédie d'action Rush Hour 2 aux côtés de Jackie Chan. L'actrice est une nouvelle fois nommée pour l'ALMA Awards de la meilleure actrice et le film est un franc succès, doté d'un budget de 90 millions de dollars, il remporte près de 350 millions de recettes au box office mondial.

### Révélation à la télévision et seconds rôles au cinéma

Logo original de la série télévisée FBI : Portés disparus.

En 2003, elle obtient un rôle dans la comédie Chasing Papi avec Sofía Vergara et joue aux côtés de John Travolta dans le thriller Basic. Cependant, aucun de ces deux films ne fait d'étincelles au box office, le premier peine à atteindre les 15 millions de recettes, lorsque le second, avec un budget de production de 50 millions de dollars, n'en rapporte que 42 millions en fin d'exploitation.
Cette même année, elle tient un rôle récurrent dans la série Dragnet, créée par le célèbre Dick Wolf. Pendant deux saisons, elle partage la vedette avec Eva Longoria avant qu'elles n'auditionnent, toutes les deux, en 2004, pour le rôle de Gabrielle Solis dans la série Desperate Housewives, finalement attribué à sa consœur.
Elle intègre la mini série Kojak, remake de la série éponyme sortie en 1973. L'actrice obtient une nomination au titre de meilleure actrice lors des Black Reel Awards avant de rejoindre, à l'automne 2005, le casting de la série FBI : Portés disparus, diffusée sur le réseau CBS. Elle y incarne l'un des agents principaux, Elena Delgado. Grâce à ce rôle, l'actrice est à nouveau nommée, à plusieurs reprises, aux ALMA Awards et finit par décrocher le titre de meilleure actrice en 2008. Elle reçoit également une citation lors de la prestigieuse cérémonie des Image Awards. La série réalise d'excellentes performances et permet d'asseoir la notoriété de Roselyn.
Au cinéma, elle fait partie du casting du drame State Property 2 : Règlement de comptes, avec entre autres, Mariah Carey et Damon Dash. À défaut de remplir les salles, le film séduit les critiques. 
En 2006, elle occupe le rôle principal du drame indépendant Yellow, dont elle est la productrice et scénariste, donnant la réplique à Bill Duke et D. B. Sweeney. En 2007, elle figure au casting de la comédie d'action Maxi papa avec Dwayne Johnson en tête d'affiche, qui est un véritable succès lors de sa sortie.
En 2009, elle porte le film d'action The Perfect Sleep mais cette petite production est laminée par la critique.
L'actrice intervient dans les séries Royal Pains et Newsreaders, avant de faire une apparition en guise de clin d’œil, dans l'épisode final de la série Desperate Housewives en tant que Carmen Verde, la nouvelle jardinière des Solis.

### Confirmation télévisuelle

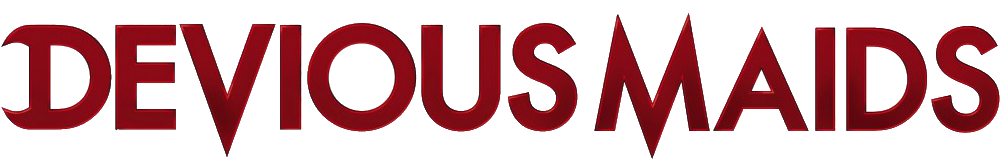
Logo original de la série télévisée Devious Maids.

En 2010, l'actrice figure au casting de la comédie d'action passée inaperçue, Venus & Vegas, aux côtés de Donald Faison, Eddie Kaye Thomas ainsi que Jaime Pressly et Molly Sims.
Elle est ensuite à l'affiche du thriller Act of Valor, sorti en 2012, pour lequel elle reçoit sa sixième nomination à la cérémonie des ALMA Awards, une distinction attribuée aux personnalités latino dans le domaine du divertissement. Le film reçoit par ailleurs d'excellentes critiques de la part des spectateurs et réalise de belles performances au box office mondial.
En 2013, elle apparaît dans le clip vidéo de la chanson Loco d'Enrique Iglesias. C'est cette année qu'elle obtient le rôle de Carmen Luna dans la série télévisée Devious Maids créée par Marc Cherry et produite par son amie Eva Longoria. Adaptée d'une telenovela mexicaine qui suit le quotidien de femmes de ménage d'origine latine, la série reçoit des critiques majoritairement positives et réalise de belles performances pour la chaîne. Roselyn, considérée comme l'une des stars du show, incarne l'une des héroïnes principales durant 4 saisons et est nommée pour la première fois aux Imagen Awards. La série est finalement arrêtée en 2016.

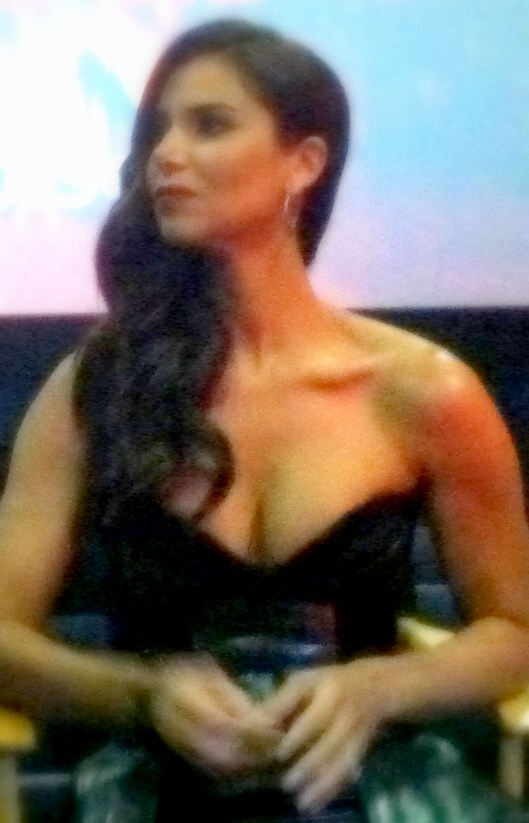
L'actrice à Miami, en 2013, pour la présentation de la série télévisée Devious Maids.

Parallèlement au tournage de la série, elle joue les invitées pour les shows Rizzoli et Isles : autopsie d'un meurtre et Telenovela.
Elle tient également l'un des rôles principaux de la série télévisée espagnole Familia en venta, une comédie qui raconte l'histoire d'un couple qui se sépare après plus de 15 ans de mariage mais qui se retrouve dans l'impossibilité de vendre leur maison. Malgré une bonne réception critique, ainsi qu'une citation lors des International Emmy Awards dans la catégorie Meilleure comédie, la série est arrêtée au bout d'une seule saison et 13 épisodes.
Toujours en partenariat avec Lifetime, Roselyn occupe le rôle principal du téléfilm Death of a Vegas Showgirl, sorti en 2016, basé sur l'histoire vraie du terrible assassinat dont fut victime Debbie Flores, une danseuse alors au sommet de sa carrière.
En 2017, elle obtient le second rôle féminin du thriller dramatique Traffik avec Paula Patton, Omar Epps et William Fichtner, sorti en 2018. Elle se lance aussi dans l'écriture et publie son premier livre pour enfants intitulé Sebi y la tierra del chachachá, écrit avec son mari, l'acteur et producteur Eric Winter, une histoire imaginée à partir du quotidien de leur propre fille, Sebella Rose Winter.
En 2018, elle co-présente la cérémonie des Latin American Music Awards. La même année, elle devient la tête d'affiche d'une série comique et dramatique intitulée Grand Hotel, produit par Eva Longoria pour le réseau ABC et basé sur la série espagnole Gran Hotel. Diffusée en 2019 et décrite comme un soap dramatique, l'histoire prend place dans un hôtel de Miami et suit la famille qui le dirige ainsi que les employés et leurs secrets explosifs. Elle y incarne Gigi Cardenas, l'élégante et glamour seconde épouse du propriétaire de l'hôtel, qui ne se considère "seconde" dans rien,,. Cependant, la série est annulée au bout d'une saison, à la suite d'une érosion des audiences. Cette année-là, elle porte le téléfilm romantique A Taste of Summer aux côtés de son mari Eric Winter.

## Vie privée
Le 9 août 1998, Roselyn a épousé l'acteur et ancien boxeur britannique Gary Stretch - son compagnon depuis plus d'un an. Ils ont divorcé le 15 avril 2001. Peu après son divorce, elle a commencé à fréquenter le chanteur portoricain Victor Manuelle. Ils se sont séparés en décembre 2005.
Depuis janvier 2006, elle partage la vie de l'acteur américain Eric Winter. Après s’être fiancés en décembre 2007, ils se sont mariés le 29 novembre 2008 à San Juan, à Porto Rico. Ensemble, ils ont eu une fille, prénommée Sebella Rose Winter (née le 4 janvier 2012). En juin 2017, elle annonce attendre leur deuxième enfant par le biais d'un cliché posté sur les réseaux sociaux. Elle accouche le 3 novembre 2017 d'un garçon prénommé Dylan Gabriel Winter.
L'actrice est régulièrement reconnue pour son physique, notamment dans Maxim magazine (Pour les "HOT 100" en 2001, 2002 et 2006), AskMen (Pour le "Top 99 des femmes les plus désirables" en 2005 et 2006) et FHM (Pour les "100 femmes les plus sexys" en 2005 et 2006).

L'actrice s'oppose à la présidence de Donald Trump : en effet, elle devait notamment présenter l'élection de Miss USA, mais à la suite des propos racistes du futur 45e président des États-Unis, l'actrice claque la porte aux côtés de la chaîne de diffusion Univision et déclare : 

« En tant que Latina et fière de mes racines, de ma culture et de tout ce à quoi nous avons contribué pour cette nation, j'ai décidé d'annuler ma participation comme coanimatrice de Miss USA. Je ne tolère pas le manque de respect et les mots blessants sortis de la bouche de Mr Trump. Les Mexicains, comme tous nos frères latinos, ont contribué positivement à la construction de cette grande nation. Nous sommes la force qui maintient le pays à flot. J'étais très excitée et reconnaissante de cette opportunité de jouer les coanimatrices de ce bel événement dans lequel de nombreuses Latinas ont brillé mais la loyauté envers mon peuple m'enthousiasme davantage. Stop au racisme. »

## Filmographie

### Cinéma
- 1992 : Captain Ron de Thom Eberhardt : Clarise, La fille de l'île
- 1999 : Held Up de Steve Rash : Trina
- 2001 : Rush Hour 2 de Brett Ratner : Isabella Molina
- 2001 : Boat Trip de Mort Nathan : Gabriella
- 2002 : Nightstalker de Chris Fisher : Gabriella Martinez
- 2003 : Basic de John McTiernan : Nunez
- 2003 : Bomba Latina (Chasing Papi) de Linda Mendoza : Lorena
- 2004 : Larceny de Irving Schwartz : Angela
- 2005 : State Property 2 : Règlement de comptes de Damon Dash : D.A.
- 2005 : Underclassman de Marcos Siega : Karen Lopez
- 2005 : Cayo de Vicente Juarbe : Julia jeune
- 2005 : Edison de David J. Burke : Maria
- 2005 : Shooting Gallery de Keoni Waxman : Jezebel Black (vidéofilm)
- 2006 : Venus & Vegas de Demian Lichtenstein : Kristen
- 2006 : Yellow de Alfredo Rodriguez de Villa : Amaryllis Campos (également productrice et scénariste)
- 2007 : Maxi papa de Andy Fickman : Monique Vasquez
- 2009 : The Perfect Sleep de Jeremy Alter : Porphyria
- 2012 : Act of Valor de Mike McCoy et Scott Waugh : Lisa Morales
- 2018 : Traffik de Deon Taylor : Malia

### Télévision

#### Téléfilms
- 2016 : Sexe, mensonges et meurtre de Penelope Buitenhuis : Debbie Flores Narvaez (également productrice exécutive)
- 2019 : A Taste of Summer de Peter DeLuise : Gabby Gerrar

#### Séries télévisées
- 1996 - 1997 : As the World Turns : Pilar Domingo (rôle récurrent - 24 épisodes)
- 1997 - 1998 : Fame L.A. : Lili Arguelo (rôle principal - 21 épisodes)
- 1999 : Ryan Caulfield : Kim Veras (saison 1, épisodes 1 et 3)
- 2000 : Nash Bridges : Belinda Cruz / Delinda Santiago (saison 6, épisodes 2 et 4)
- 2002 : Miss Miami : Miss Miami (pilote non retenu)
- 2002 : Le Drew Carey Show : Maria (saison 8, épisode 11)
- 2003 - 2004 : Dragnet (L.A. Dragnet) : Détective Elana Macias (rôle récurrent - 3 épisodes)
- 2005 : Kojak : ADA Carmen Warrick (6 épisodes)
- 2005 - 2009 : FBI : Portés disparus : Agent Elena Delgado (rôle principal - 88 épisodes - également scénariste d'un épisode)
- 2008 : Royal Pains : Sofia Santos (saison 1, épisode 7)
- 2009 : Newsreaders : Flavia Acai (saison 1, épisode 2)
- 2012 : Desperate Housewives : Carmen Verde (saison 8, épisode 23)
- 2012 : Rizzoli & Isles : Valerie Delgado (saison 2, épisode 11)
- 2013 - 2016 : Devious Maids : Carmen Luna (rôle principal - 49 épisodes)
- 2014 : Familia en venta : Lii (rôle principal - 13 épisodes)
- 2016 : Telenovela : Présentatrice météo (saison 1, épisode 6)
- 2019 : Grand Hotel : Gigi Cardenas (rôle principal, 13 épisodes)
- 2020 : The Rookie : Le flic de Los Angeles : Valérie Castillo (saison 2, épisode 16)
- 2021-2023 : Fantasy Island : Elena Roarke

### Clips vidéos
- 2003 : Hidden Agenda de Craig David
- 2009 : Make me better de Ne yo
- 2013 : Loco d'Enrique Iglesias

## Voix francophones
En France, Roselyn Sanchez est régulièrement doublée par Laëtitia Lefebvre.

## Distinctions
Sauf indication contraire ou complémentaire, les informations mentionnées dans cette section proviennent de la base de données IMDb.

### Récompenses
- ALMA Awards 2008 : Meilleure actrice dans une série télévisée pour FBI : Portés disparus

### Nominations
- ALMA Awards 1998 : Meilleure actrice dans une série télévisée pour Fame L.A.
- ALMA Awards 2002 : Meilleure actrice dans un second rôle pour Rush Hour 2
- Fangoria Chainsaw Awards 2004 : Meilleure actrice pour Nightstalker
- Black Reel Awards 2006 : Meilleure actrice dans une série télévisée pour Kojak
- ALMA Awards 2007 : Meilleure actrice dans un second rôle dans une série télévisée pour FBI : Portés disparus
- NAACP Image Awards 2007 : Meilleure actrice dans une série télévisée pour FBI : Portés disparus
- ALMA Awards 2009 : Meilleure actrice dans une série télévisée pour FBI : Portés disparus
- ALMA Awards 2012 : Meilleure actrice pour Act of Valor
- Imagen Awards 2014 : Meilleure actrice dans une série télévisée pour Devious Maids
- Imagen Awards 2015 : Meilleure actrice dans une série télévisée pour Devious Maids